# Тысячеголов
Тысячеголо́в (лат. Vaccária) — монотипный род однолетних травянистых растений семейства Гвоздичные (Caryophyllaceae). Единственный вид — Vaccaria hispanica (Mill.) Rauschert — Тысячеголов испанский.

## Название
В синонимику вида входит большое число названий, среди них:
- Vaccaria pyramidata Medik. — Тысячеголов пирамидальный
- Vaccaria segetalis (Neck.) Garcke in Aschers — Тысячеголов посевной

## Ботаническое описание

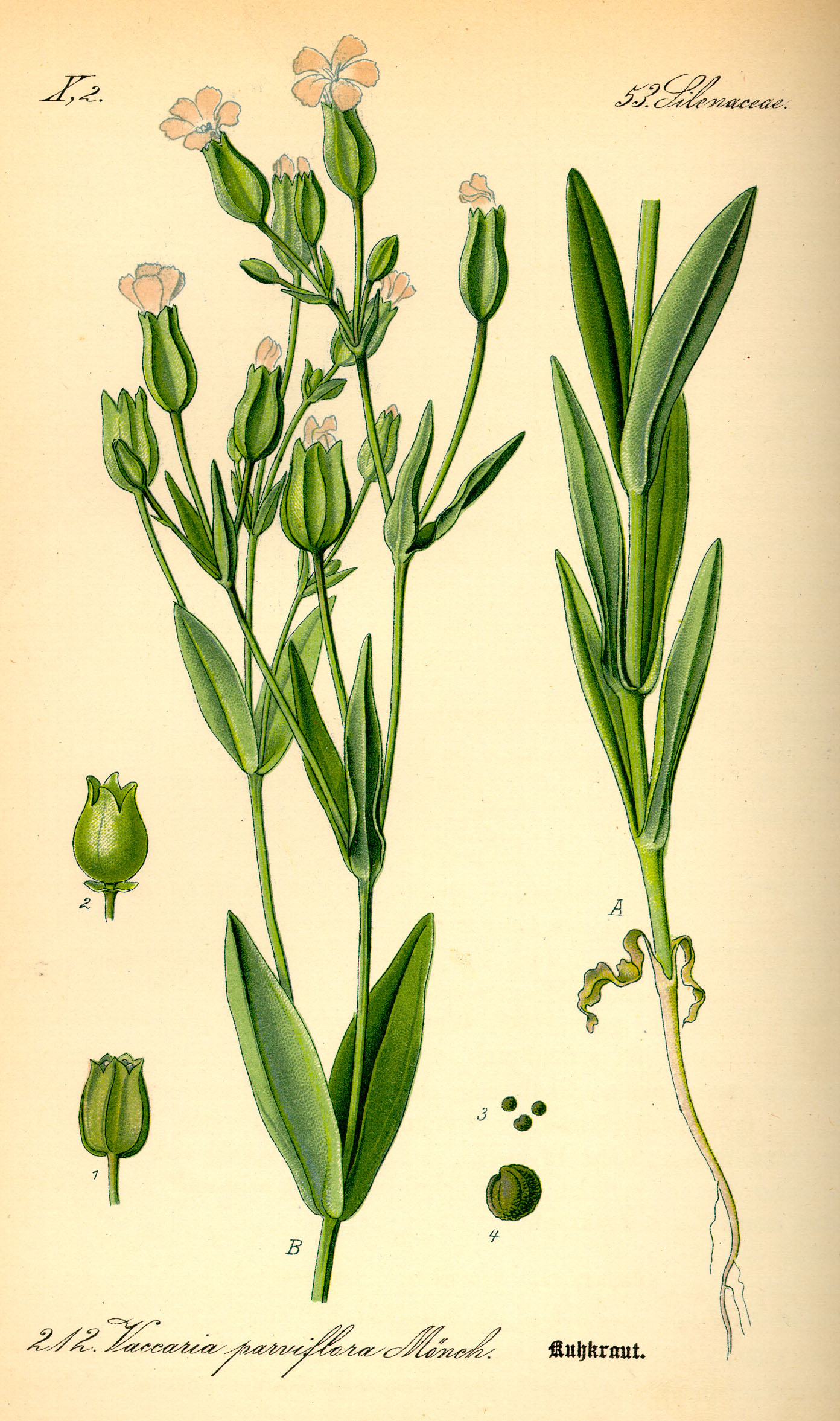

Тысячеголов испанский — однолетнее травянистое растение.
Корень тонкий, разветвлённый. Стебель, прямой, гладкий, вверху сильно ветвистый 20 — 60 см высотой, покрытый цельными, супротивными, сизовато-зелёными листьями, обычно с тремя жилками.
Нижние стеблевые листья 3—6 см длиной, 1—3 см шириной, ланцетные, на верхушке заострённые, в основании черешковидно суженные. Средние и верхние стеблевые листья 2—3 см длиной, 0,3—3 см шириной, ланцетные, широколанцетные или яйцевидные, сидячие, стеблеобъемлющие.
Соцветие дихазиально-метельчатое, рыхлое, с длинными цветоножками (длиной до 6 см). Прицветники 2—3 мм длиной, 0,5—0,8 мм шириной, ланцетные, травянистые, с белоплёнчатой каймой. Чашечка в начале цветения 1—1,2 см длиной, 2,5—3 мм шириной, цилиндрическая с пятью зелёными крыловидными выростами по рёбрам, при плодах сильно вздувающаяся, яйцевидная или широкояйцевидная. Зубцы чашечки 1,5—2 мм длиной, треугольные, с белоплёнчатой каймой, заострённые.
Лепестки 15—18 мм длиной, пурпурно-розовые, редко белые. Отгиб лепестка 5—10 мм длиной, цельный или зубчато-городчатый. Ноготок лепестка 7—9 мм, почти линейный или обратноклиновидный.
Тычинок десять, столбиков два.
Плод — многосемянная коробочка 8—9 мм длиной и 5—6 мм шириной, яйцевидная, при основании двухгнездая, вскрывающаяся четырьмя зубчиками. Семена около 2 мм в диаметре, шаровидные, мелко-тупобугорчатые, тёмно-коричневые.
В средней России цветёт в июне — июле, плодоносит в июле — августе.

## Распространение и среда обитания
Ареал рода охватывает Европу, Средиземноморье, Балкано-Малоазийский район, Армяно-Курдский район, Кавказ, Иран, Сибирь, Дальний Восток, Индо-Гималайский район, Среднюю Азию, Джурнгарию-Кашгар, Монголию, Японию, Китай; как заносное — в Северной Америке, Австралии, Новой Зеландии, Северной Африке. 

В России встречается в средней полосе и на юге европейской части, южных районах Сибири и Дальнего Востока.

## Хозяйственное значение и применение
Тысячеголов испанский является сорняком яровых культур, особенно злостным в отношении посевов льна и проса, благодаря одновременному созреванию его семян с семенами последних, из-за чего попадает в посевной материал.
Содержит в разных частях растения тритерпеновые сапонины, в том числе в семенах — вакарозид, ваксегозиды B, C, флавоноиды: изосапонарин, вакарин.
Ядовитое растение, содержащиеся в нём сапонины, являются общеклеточным ядом, вызывающим кровоизлияния и некрозы.
В народной медицине сок в свежем виде применяется для лечения экземы, как болеутоляющее для лечения опухолей и зубной боли, семена в традиционной китайской медицине входят в состав мазей для лечения кожных заболеваний, а также употребляются как молокогонное и болеутоляющее.
Декоративное растение, часто культивируется, появилось много декоративных сортов с разнообразной окраской венчика: от чисто белого до тёмно-пурпурного.